# Die Schönheitskönigin von Paris
Die Schönheitskönigin von Paris (Originaltitel La Plus Belle Fille du Monde) ist ein französisches Filmdrama von 1951 unter der Regie von Christian Stengel. Die Hauptrollen sind besetzt mit Paul Bernard, Françoise Arnoul, Nadine Alari, Louis Seigner und Henri Crémieux.

## Handlung
Der wohlhabende Industrielle Martineau aus Paris, versucht Gabory, den Vorsitzenden für einen anstehenden Schönheitswettbewerb zur „Venus von Frankreich“, so zu manipulieren, dass Martineaus junge Geliebte Françoise als Gewinnerin aus dem Wettbewerb hervorgeht. Françoises Vater Paul Thomas ist der Generalstaatsanwalt von Limoges. Allerdings gibt es diverse weitere sehr hübsche Kandidatinnen, wie beispielsweise Christiane, die Tochter eines Generals oder die arbeitslose Schauspielerin Jackie. Auch Colette, die Tochter eines Spirituosenherstellers sowie die Sekretärin Marie Charmy, die mit dem Bauleiter Robert verlobt ist, haben gute Chancen, den Schönheitswettbewerb zu gewinnen. Marie ist die Schönheitskönigin von Rouen. Ihr Freund Robert sieht es jedoch gar nicht gern, dass Marie an solchen Wettbewerben teilnimmt.
Tatsächlich stehen diese fünf jungen Frauen dann auch im Finale des Wettbewerbs und sind sehr stolz darauf, es soweit geschafft zu haben. Der Zynismus der Organisatoren sowie die Wünsche, die die Gönner und Sponsoren der Veranstaltung an ihre Finanzierung knüpfen, bleiben den Kandidatinnen zunächst verborgen. Auf der anderen Seite verschließen sie ihre Augen jedoch bewusst, um sich nicht damit auseinandersetzen zu müssen, dass ihre Träume zerplatzen könnten wie Seifenblasen.

## Produktion

### Produktionsnotizen
Der in Paris gedrehte Film wurde von der S.N.E. Gaumont und der Équipe Technique des Productions Cinématographiques erstellt und von Gaumont in Frankreich und Belgien vertrieben.

### Plagiatsanzeige
Die Verantwortlichen des Films sahen sich einer Plagiatsanzeige ausgesetzt, die von den Herstellern des 1938 erschienenen gleichnamigen Films (französischer Originaltitel) angestrengt worden war. Auch dieser Film hatte einen Schönheitswettbewerb zum Inhalt. Die S.N.E. Gaumont erklärte sich bereit, zwei Millionen Francs zu zahlen, um das Risiko eines Aufführungsverbots für ihren Film zu umgehen.

### Veröffentlichung
Der Film hatte in Frankreich am 31. Oktober 1951 Premiere. Veröffentlicht wurde er zudem in Belgien unter dem flämischen Titel Het mooiste meisje ter wereld und dem französischen Originaltitel. In Griechenland erschien er unter dem Titel To oraiotero koritsi tou kosmou. Der internationale Titel des Films lautet The Most Beautiful Girl in the World.
In der Bundesrepublik Deutschland übernahm Corso Film den Kinoverleih.

## Kritik
Der Kritiker Hal Erickson meinte, der Titel des Films verschleiere etwas seine Absicht, die oberflächliche Seite des Schönheitswettbewerbsgeschäfts zu enthüllen. Die beste Leistung im Film liefere Jacqueline Gauthier als Möchtegern-Schauspielerin, deren Erfahrungen in Bezug auf Ruhm und Reichtum sie ein Leben lang täuschen. Der Film habe viel mit der britischen Filmkomödie Lady Goodiva Rides Again gemein, die im gleichen Stil gedreht worden sei.
Der Kritiker des Filmdienstes befand: „Der Film, mit unzureichenden Mitteln gestaltet, gefällt sich in einer beharrlichen Schilderung von Situationen, die sich nicht für das Kino eignen.“